# 维穆捷
维穆捷（法語：Vimoutiers，法語發音：[vimutje] ⓘ）是法国奥恩省的一个市镇，位于该省北部，和卡尔瓦多斯省接壤，属于阿让唐区。

## 地理
维穆捷（48°55'39"N, 0°11'52"E）面积16.15 平方千米，位于法国诺曼底大区奧恩省，该省份为法国西北部内陆省份，北起顺时针与卡爾瓦多斯省、厄尔省、厄尔-卢瓦省、萨尔特省、马耶讷省和芒什省接壤。
与维穆捷接壤的市镇（或旧市镇、城区）包括：利索尔、卡芒贝尔、卡纳普维尔、克鲁特、盖尔克萨勒、蓬沙尔东、蒂什维尔、瓦勒德维。
维穆捷的时区为UTC+01:00、UTC+02:00（夏令时）。

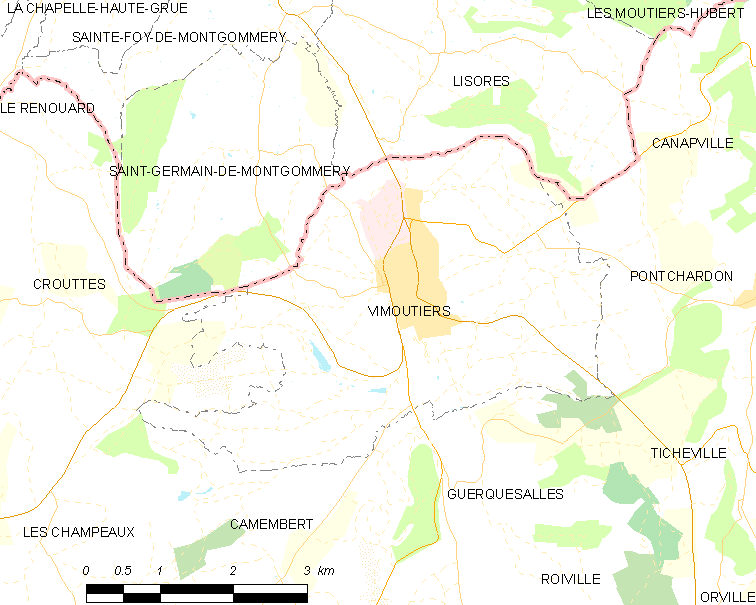
维穆捷的OSM定位图

## 行政
维穆捷的邮政编码为61120，INSEE市镇编码为61508。

## 政治
维穆捷所属的省级选区为维穆捷县，同时也是该县的中央投票站所在地。

## 人口

1962-2008年间维穆捷人口变化图示

维穆捷于2022年1月1日时的人口数量为3041人。